# Brina Likar
Brina Likar (* 3. November 2005 in Kranj) ist eine slowenische Leichtathletin, die sich auf den Weitsprung spezialisiert hat.

## Sportliche Laufbahn
Erste internationale Erfahrungen sammelte Brina Likar im Jahr 2021, als sie bei den U18-Balkan-Meisterschaften in Kraljevo mit einer Weite von 6,10 m die Silbermedaille gewann. Im Jahr darauf gelangte sie bei den U20-Balkan-Hallenmeisterschaften in Belgrad mit 6,13 m auf Rang vier und anschließend siegte sie im Juni mit 6,23 m bei den U18-Balkan-Meisterschaften in Bar und gewann dort in 47,55 s die Silbermedaille mit der slowenischen 4-mal-100-Meter-Staffel. Daraufhin sicherte sie sich bei den U18-Europameisterschaften in Jerusalem mit 6,30 m die Silbermedaille, ehe sie bei den U20-Weltmeisterschaften in Cali mit 6,10 m den Finaleinzug verpasste. 2023 belegte sie bei den Balkan-Meisterschaften in Kraljevo mit 6,09 m den achten Platz und gelangte dann bei den U20-Europameisterschaften in Jerusalem mit 6,29 m auf Rang neun.
In den Jahren 2021 und 2022 wurde Likar slowenische Hallenmeisterin im Weitsprung.

## Persönliche Bestleistungen
- Weitsprung: 6,54 m (+1,5 m/s), 4. Juni 2022 in Kranj (slowenischer U20-Rekord)
  - Weitsprung (Halle): 6,16 m, 20. März 2022 in Novo Mesto